# یواس‌اس نایوا (آی‌دی-۳۵۱۲)
یواس‌اس نایوا (آی‌دی-۳۵۱۲) (به انگلیسی: USS Naiwa (ID-3512)) یک کشتی بود که طول آن ۴۲۳ فوت ۹ اینچ (۱۲۹٫۱۶ متر) بود. این کشتی در سال ۱۹۱۸ ساخته شد.